# 117156 Altschwendt
117156 Altschwendt è un asteroide della fascia principale. Scoperto nel 2004, presenta un'orbita caratterizzata da un semiasse maggiore pari a 2,6230264 UA e da un'eccentricità di 0,0822344, inclinata di 3,17873° rispetto all'eclittica.
L'asteroide è dedicato all'omonimo comune austriaco.